# Rikers Island

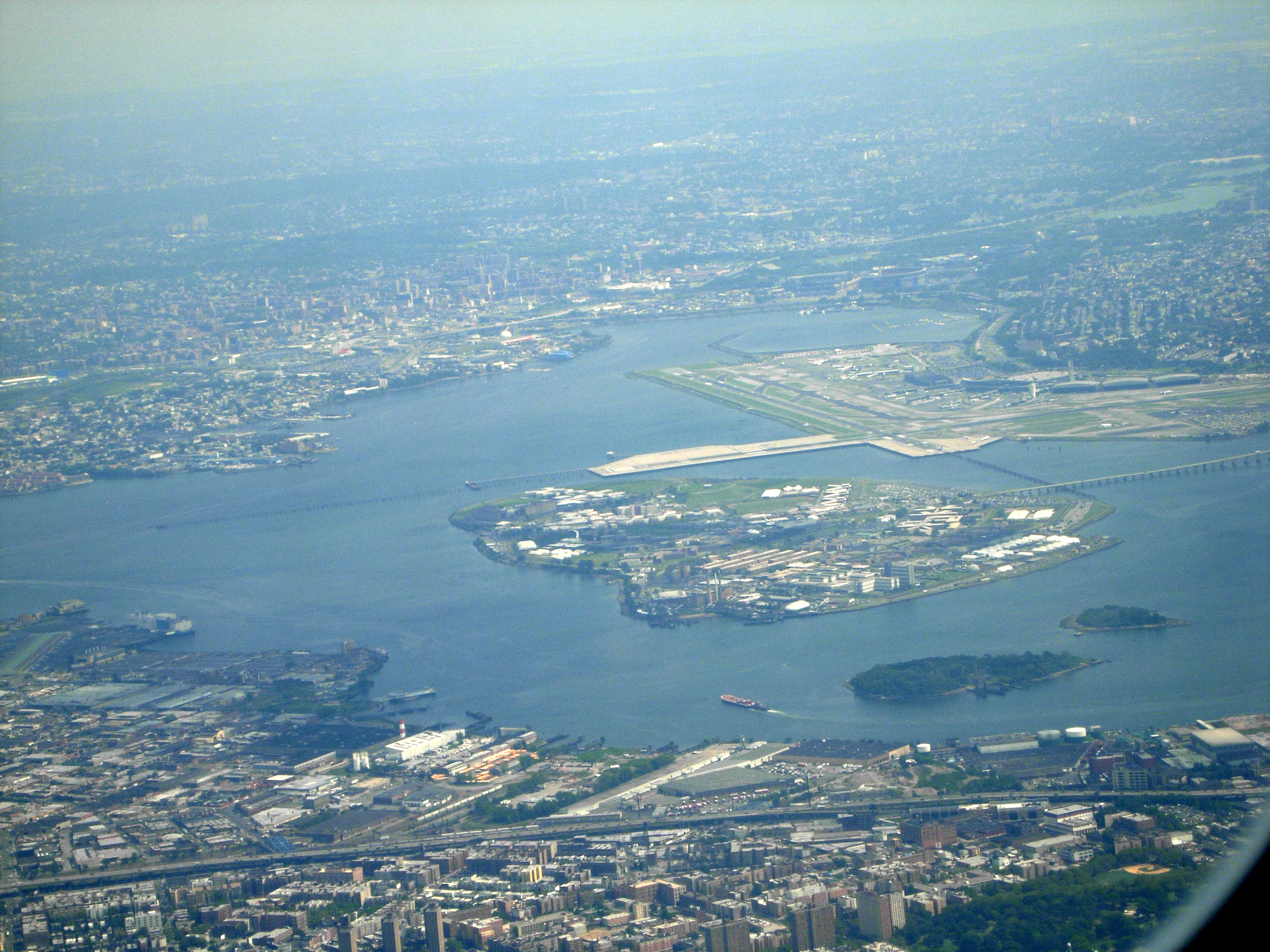
Rikers Island aus der Luft gesehen. Im Hintergrund der Flughafen New York-LaGuardia.

Rikers Island ist eine Gefängnisinsel im East River von New York. Die Insel umfasst 1,672 Quadratkilometer und liegt zwischen den Stadtteilen Queens und der Bronx im Hafengebiet in der Nähe des Flughafens La Guardia. Die Insel ist Teil der Bronx, wird aber vom Queens Community Board 1 verwaltet. Zur Volkszählung 2000 wurde eine Bevölkerung von 12.780 gezählt.
Auf der Insel befinden sich zehn verschiedene Gefängnisse in der Zuständigkeit des New York City Department of Correction, darunter die North Infirmary als Gefängniskrankenhaus und die West Facility für Gefangene mit ansteckenden Krankheiten. Zudem sind auf dem Gelände unter anderem auch Kapellen verschiedener Konfessionen vorhanden. Die Insel bildet den größten Gefängniskomplex der Welt.
Rikers Island wurde auch als das „neue Alcatraz“ bezeichnet. Der Gesamtkomplex erstreckt sich über eine Fläche, die mehr als fünfmal so groß ist wie Alcatraz in der Bucht von San Francisco. In den Zellen sitzen bis zu 17.000 Männer und Frauen ein, deren Unterhalt die Vereinigten Staaten jährlich 860 Millionen US-Dollar kostet. Jährlich werden bis zu 130.000 Gefangene auf Rikers Island registriert. Auf Rikers Island arbeiten mehr als 7.000 Vollzugsbeamte (Correction Officers) sowie 1.500 Zivilangestellte. Aufgrund jahrzehntelanger unmenschlicher Zustände, Gangkriminalität und Rechtlosigkeit innerhalb der Gefängnisse soll die Zahl der Inhaftierten bis 2026 auf 3300 reduziert werden. Der Atlantic schrieb 2018, Rikers Island sei eigentlich ein Mikrokosmos von allem, was im US-Strafvollzugssystem schieflaufen würde.
Etwas weniger als 25 Prozent der Gefangenen sitzen wegen Gewaltverbrechen auf der Insel ein, etwa 80 Prozent der Gefangenen sind drogenabhängig. Fast 90 Prozent der Gefangenen sind Afroamerikaner (55 Prozent) oder Hispanics (34 Prozent). Psychiatrisch behandelt wird ein Viertel der Gefangenen, etwa ein Drittel der Gefangenen ist ohne Wohnsitz.

## Geschichte
Der Name geht auf den niederländischen Siedler Abraham Rycken aus dem 17. Jahrhundert zurück. Die Insel wurde 1885 von dessen Nachkommen an die Stadt New York verkauft. Durch Landgewinnung wurde sie von 0,36 km² auf über 1,6 km² erweitert. Der einzige Zugang, die 1,2 Kilometer lange Francis-Buono-Brücke, wurde 1966 eingeweiht; zuvor gab es nur die Möglichkeit, per Fähre auf die Insel zu gelangen.
Mit dem Vernon C. Bain Correctional Center hatte Rikers Island von 1992 bis 2023 ein Gefängnisschiff für rund 800 Häftlinge.
Bei seinem Amtsantritt 2010 kündigte der New-Yorker Bürgermeister Bill De Blasio (D) an, das Gefängnis zu schließen.
2011 rückte die Insel in das europäische Bewusstsein, als Dominique Strauss-Kahn, Präsident des Internationalen Währungsfonds, als Untersuchungsgefangener hierher verlegt wurde.
Zu einem Skandal wuchs sich die Inhaftierung des Jugendlichen Kalief Browder aus. Dieser musste in Rikers Island auf seinen Prozess warten. Während dieser Zeit wurde er misshandelt, von Mithäftlingen geschlagen und verbrachte einen Großteil der Zeit in Einzelhaft. Erst nach drei Jahren wurde er entlassen. Die Staatsanwaltschaft verzichtete auf eine Anklage, da der einzige Zeuge schon zu Beginn der Haftzeit Browders nach Mexiko verzogen war; ein Prozess fand nie statt. Browder nahm sich nach seiner Freilassung das Leben. Der Fall löste erneut Debatten um Rikers Island und das Justizsystem in New York aus.
2017 kündigte Bürgermeister Bill de Blasio an, Rikers Island komplett schließen zu wollen. Das New Yorker Stadtparlament beschloss am 17. Oktober 2019, den Gefängniskomplex Rikers Island bis 2026 zu schließen. Stattdessen sollen für 8,7 Milliarden Dollar vier neue und kleinere Haftanstalten gebaut werden. Der Bürgermeister de Blasio bezeichnete nach dem Beschluss im Stadtrat dies als „einen historischen Tag“. Bewohner der Stadtteile Brooklyn, Chinatown, Queens und Bronx wehren sich bereits dagegen, dass neue Gefängnisse in ihrer Nachbarschaft errichtet werden. Befürworter des Plans zur Schließung von Rikers Island argumentieren hingegen, dass die Neubauten häufigere Besuche von Angehörigen ermöglichen und Wiedereingliederungsprojekte erleichtern würden. De Blasio will zudem die Zahl der Häftlinge in New York deutlich reduzieren. Ziel sei es, bis 2026 die Zahl der Inhaftierten auf 3300 zu reduzieren. Im Januar 2019 waren es noch 7790 Häftlinge 2021 gab es rund 6000 Insassen.

## Menschenrechtsverletzungen
Jährlich kommt es zu geschätzten 4000 Fällen von Gewaltanwendung durch Vollzugsbeamte auf Rikers Island; die überwiegende Mehrheit wird nicht aufgearbeitet.

## Filme
- Time: The Kalief Browder Story, sechsteiliger Dokumentarfilm von Jenner Furst (Vereinigte Staaten 2017)
- Rikers: An American Jail. Das Gefängnis aus der Sicht ehemaliger und aktueller Häftlinge, Film von Bill Moyers, 2018.[13]